# Joachim Seyppel

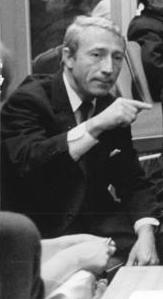
Joachim Seyppel,
am 4. November 1967 in Berlin fotografiert von Horst Sturm

Joachim Seyppel (* 3. November 1919 in Groß-Lichterfelde bei Berlin; † 25. Dezember 2012 in Wismar) war ein deutscher Schriftsteller und Literaturwissenschaftler.

## Leben
Joachim Seyppel war der Sohn eines kaufmännischen Angestellten und einer Putzmacherin. Er besuchte das Grunewald-Gymnasium in Berlin-Grunewald, wo er 1938 sein Abitur machte. Anschließend studierte er Germanistik und Philosophie an den Universitäten in Berlin, Lausanne und zuletzt in Rostock, wo er 1943 promoviert wurde. Ab 1943 nahm er als Soldat im Sanitätsdienst am Zweiten Weltkrieg teil. 1944 wurde er von einem Kriegsgericht wegen Wehrkraftzersetzung zu 9 Monaten Haft mit „Frontbewährung“ verurteilt; im Mai 1945 geriet er in sowjetische Kriegsgefangenschaft, aus der er im Herbst 1945 entlassen wurde.
Seyppel war in den ersten Nachkriegsjahren als Dozent und freier Schriftsteller in Berlin tätig. 1949 ging er mit einem Stipendium der Harvard-Universität in die Vereinigten Staaten, wo er von 1950 bis 1961 als Hochschullehrer am Southeastern Louisiana University, am Bryn Mawr College in Pennsylvania und am Middlebury College in Vermont wirkte. Während dieser Zeit wurde er US-amerikanischer Staatsbürger. 1961 kehrte er nach West-Berlin zurück, wo er bis 1970 Herausgeber der Zeitschrift Diagonale war. In den Sechzigerjahren entwickelte sich Seyppel zunehmend zum Sympathisanten der DDR; im September 1973 siedelte er nach Ost-Berlin über und nahm die DDR-Staatsbürgerschaft an.
Seyppels Verhältnis zu den DDR-Machthabern wurde schon bald getrübt durch seine Kritik an den sozialen Missständen im Lande, seinen Protest gegen die Ausbürgerung Wolf Biermanns und sein Engagement für die Dissidenten Robert Havemann und Stefan Heym. 1978 teilte Seyppel dem zuständigen Dramaturgen des Rundfunks der DDR, für den er Radio-Features schrieb, unverblümt mit, dass er mit den gegenwärtigen Tendenzen in der DDR-Kulturpolitik nicht einverstanden sei. Das Regime reagierte mit Schikanen, die vor allem in einer Einschränkung von Seyppels Publikationsmöglichkeiten und seiner Reisefreiheit bestanden. Im Juni 1979 wurde er aus dem Schriftstellerverband der DDR ausgeschlossen, durfte allerdings bereits im Juli 1979 mit einem Drei-Jahres-Visum in die Bundesrepublik Deutschland ausreisen, wo er sich nunmehr niederließ. 1982 wurde er von der DDR ausgebürgert.
Seyppel war anfangs Gastprofessor an mehreren westdeutschen Universitäten und arbeitete in den folgenden Jahren vor allem als Journalist für das Hamburger Abendblatt, die Süddeutsche Zeitung und den Tagesspiegel.
Joachim Seyppel war Mitglied der Autorenvereinigung Die Kogge, seit 1973 des PEN-Zentrums Deutschland. Von 1974 bis 1979 war er Mitglied des Schriftstellerverbandes der DDR; aus dem Verband Deutscher Schriftsteller trat er 1997 aus. Er erhielt u. a. 1970 die Ehrengabe des Kulturkreises der deutschen Wirtschaft im Bundesverband der Deutschen Industrie und 1981 den Kogge-Literaturpreis.
Von 1950 bis 1982 war Seyppel mit der Schriftstellerin Jeannette Lander verheiratet; die Trennung erfolgte bereits 1971. Aus der Ehe erwuchsen zwei Kinder.
Von 1982 bis zu seinem Tode im Jahre 2012 war Seyppel mit Tatjana Rilsky verheiratet. Das Paar hatte einen Sohn.

## Werke
Buchautor
- Die Systematisierung der Schauspielkunst in Deutschland zwischen 1750 und 1850, Rostock 1943
- Flugsand der Tage, Berlin 1947
- Ferdinands absoluter Standpunkt, Berlin 1948
- Dekadenz oder Fortschritt, Schlehdorf/Obb. 1951
- Ausdrucksformen deutscher Geschichte, Schlehdorf/Obb. 1952
- Schwenckfeld, knight of faith, Pennsburg, Pa. 1961
- Gerhart Hauptmann, Berlin 1962
- William Faulkner, Berlin 1962
- Abendlandfahrt, München 1963
- T. S. Eliot, Berlin 1963
- Nun o Unsterblichkeit, Berlin 1964
- Als der Führer den Krieg gewann oder Wir sagen ja zur Bundesrepublik, Berlin [u. a.] 1965
- Columbus Bluejeans oder Das Reich der falschen Bilder, München 1965
- Hellas, Geburt einer Tyrannis, Berlin 1968
- Torso Conny der Große, Wiesbaden 1969
- Ein Yankee in der Mark, Berlin [u. a.] 1969
- Griechisches Mosaik, Berlin 1970
- Fußball-Nachrichten vom Heroengeschlecht an der Gasanstalt, Berlin [u. a.] 1971
- Wer kennt noch Heiner Stuhlfauth, München 1973
- Umwege nach Haus, Berlin [u. a.] 1974
- Abschied von Europa. Die Geschichte von Heinrich und Nelly Mann dargestellt durch Peter Aschenback und Georgiewa Mühlenhaupt. Aufbau-Verlag, Berlin, 1975
- Gesang zweier Taschenkalender. Zwischenstücke. Aufbau-Verlag, Berlin, 1976
- Die Unperson oder Schwitzbad und Tod Majakowskis, Berlin 1979
- Die Mauer oder Das Café am Hackeschen Markt, Wiesbaden [u. a.] 1981
- Ich bin ein kaputter Typ, Wiesbaden [u. a.] 1982
- Hinten weit in der Türkei, Wiesbaden [u. a.] 1983
- Ahnengalerie, München 1984
- Lesser Ury, Berlin 1987
- Eurydike oder die Grenzenlosigkeit des Balkans, Frankfurt a. M. [u. a.] 1989
- Die Streusandbüchse, Frankfurt a. M. [u. a.] 1990
- Die Wohnmaschine oder Wo aller Mohn blüht, Berlin 1991
- Trottoir & Asphalt, Berlin 1994
- Schlesischer Bahnhof, München 1998
- Zeitungsautor
- Außer Anarchie ist alles in Ordnung: Der Schriftsteller Joachim Seyppel auf Rundreise durch ein schwer erschüttertes Land, Kölner Stadt-Anzeiger 1999
- Mit dem Linienbus zum Abenteuer: Der Schriftsteller Joachim Seyppel war im Norden des Landes bis an Albaniens Grenze unterwegs, Kölner Stadt-Anzeiger 1999
- Beobachtungen an einer uralten Straße: Die Roemer begannen den Bau der Via Egnatia vor 2000 Jahren
- Im Land der Schwarzen Berge, Kölner Stadt-Anzeiger 1999
- Hinauf in die Himmelsberge: Weite Steppen, endlose Wüsten - von Bishkek aus zur chinesischen Grenze, Kölner Stadt-Anzeiger 2000
- Griechenland wie wir es nicht kennen, 1999
- Kirgisien im Aufbruch - aber wohin? Hamburger Abendblatt 2000
- Im Land der Skipetaren: Der Schriftsteller Joachim Seyppel bereiste Albanien und Makedonien - ein noch immer fremdes Europa, Hamburger Abendblatt 1996

Herausgeber
- Jagen, Reiten, Fischen, Hamburg [u. a.] 1963
- Texte deutscher Mystik des 16. Jahrhunderts, Göttingen 1963
- Festschrift für Werner Neuse, Berlin 1967 (zusammen mit Herbert Lederer)
- Jakob Michael Reinhold Lenz: Erzählungen und Briefe, Berlin 1978

Übersetzer
- James Baldwin: Amen corner, Reinbek bei Hamburg 1971
- John Oliver Killens: Der Debütantinnenball oder Ein guter Bulle ist die halbe Herde wert, Berlin 1976 (zusammen mit Tatjana Rilsky)
- Ferenc Molnár: Lebwohl, mein Herz, Berlin 1950
- Kurt Vonnegut: Gott segne Sie, Mr. Rosewater, Reinbek bei Hamburg 1974

Radio-Feature
- Die exotische Landschaft oder Die Reise in den Spreewald. Regie: Karlheinz Drechsel. Prod.: Rundfunk der DDR, 1968
- Die Überwindung der Pyrenäen, (Heinrich Manns Flucht in die USA), Regie: Günter Bormann, Prod.: Rundfunk der DDR, 1972
- Porträt einer Baba oder Das Land der Feigen, zusammen mit Tatjana Rilsky, Regie: Klaus Zippel, Prod.: Rundfunk der DDR, 1974
- Fair Play oder When The Saints Go Marching In, Regie: Wolfgang Schonendorf, Kunstkopf-Stereophonie, Prod.: Rundfunk der DDR, 1976
- Reise unterm Halbmond (Bericht von einer Türkeireise), zusammen mit Tatjana Rilsky, Regie: Hannelore Solter, Prod.: Rundfunk der DDR, 1977
- Wer weiß, ob wir uns wiedersehen... - Zwischen Hamburg und Berlin, Regie: Albrecht Surkau, Prod.: Funkhaus Berlin 1991

Hörspiele
- 1969: Mit Wolfgang Graetz: Was ist ein Weihbischof? Oder Antworten zur Akte Defregger – Regie: Edgar Kaufmann (Hörspiel – Rundfunk der DDR)

## Belege
1. ↑  Zum Tod von Joachim Seyppel: Grenzgänger zwischen West und Ost, tagesspiegel.de, 28. Dezember 2012
2. ↑   Vgl. Joachim Seyppel, Von der Roten Armee gerettet, in: Gustav Trampe, Die Stunden Null. Erinnerungen an Kriegsende und Neuanfang, Stuttgart 1995, S. 152–160, 159.
3. ↑  Patrick Conley: Der parteiliche Journalist. Metropol, Berlin 2012, ISBN 978-3-86331-050-9. S. 92.
4. ↑  Katrin Hillgruber, DER TAGESSPIEGEL vom 28. Dezember 2012, Grenzgänger zwischen West und Ost, Seite 21.

| Personendaten    | Personendaten                                         |
| ---------------- | ----------------------------------------------------- |
| NAME             | Seyppel, Joachim                                      |
| KURZBESCHREIBUNG | deutscher Schriftsteller und Literaturwissenschaftler |
| GEBURTSDATUM     | 3. November 1919                                      |
| GEBURTSORT       | Groß-Lichterfelde bei Berlin                          |
| STERBEDATUM      | 25. Dezember 2012                                     |
| STERBEORT        | Wismar                                                |